# Murdannia schomburgkiana
Murdannia schomburgkiana är en himmelsblomsväxtart som först beskrevs av Carl Sigismund Kunth, och fick sitt nu gällande namn av Gerhard Brückner. Murdannia schomburgkiana ingår i släktet Murdannia och familjen himmelsblomsväxter. Inga underarter finns listade.